# ويلارد بوند
ويلارد بوند (بالإنجليزية: Willard Bond)‏ هو رسام أمريكي، ولد في 7 يونيو 1926، وتوفي في 19 مايو 2012.